# 315P/LONEOS
315P/LONEOS est une comète périodique du système solaire, découverte le 3 novembre 2004 par le programme LONEOS.